# IAAF World Relays 2014 - Staffetta 4×100 metri femminile
La gara della staffetta 4×100 metri femminile delle IAAF World Relays 2014 si è svolta sabato 24 maggio 2014.

## Podio
| Pos.    | Atleta                                                                            | Nazionalità | Tempo                                    |
| ------- | --------------------------------------------------------------------------------- | ----------- | ---------------------------------------- |
| Oro     | Stati Uniti Tianna Bartoletta Alexandria Anderson Jeneba Tarmoh LaKeisha Lawson   | 41"88       | Record dei campionati                    |
| Argento | Giamaica Carrie Russell Kerron Stewart Schillonie Calvert Samantha Henry-Robinson | 42"28       | Miglior prestazione personale stagionale |
| Bronzo  | Trinidad e Tobago Kamaria Durant Michelle-Lee Ahye Reyare Thomas Kai Selvon       | 42"66       |                                          |

### Record
Prima di questa competizione, il record del mondo (WR) e il record dei campionati (CR) erano i seguenti.
| Record                | Prestazione | Atleta                                                                 | Data                               | Competizione               |
| --------------------- | ----------- | ---------------------------------------------------------------------- | ---------------------------------- | -------------------------- |
| Record mondiale       | 40"82       | Stati Uniti Tianna Madison Allyson Felix Bianca Knight Carmelita Jeter | 10 agosto 2012 Londra, Regno Unito | Giochi della XXX Olimpiade |
| Record dei campionati | -           | -                                                                      | -                                  | -                          |

### Campioni in carica
I campioni in carica, a livello mondiale e continentale, erano:
| Campioni | Atleta                                                                            | Prestazione | Data                               | Competizione               |
| -------- | --------------------------------------------------------------------------------- | ----------- | ---------------------------------- | -------------------------- |
| Olimpici | Stati Uniti Tianna Madison Allyson Felix Bianca Knight Carmelita Jeter            | 40"82       | 10 agosto 2012 Londra, Regno Unito | Giochi della XXX Olimpiade |
| Mondiali | Giamaica Carrie Russell Kerron Stewart Schillonie Calvert Shelly-Ann Fraser-Pryce | 41"29       | 17 agosto 2013 Mosca, Russia       | Campionati del mondo 2013  |
| Europei  | Germania Leena Günther Anne Cibis Tatjana Pinto Verena Sailer                     | 42"51       | 1º luglio 2012 Helsinki, Finlandia | Campionati europei 2012    |

## Batterie
Le batterie si sono svolte a partire dalle 17:49 del 24 maggio 2014. Si sono qualificati per la finale le prime 2 di ogni batteria (Q) e i 2 migliori tempi (q).

### Batteria 1
| Pos. | Nazione                                                                         | Tempo | Note                                     |
| ---- | ------------------------------------------------------------------------------- | ----- | ---------------------------------------- |
| 1    | Stati Uniti Tianna Bartoletta Alexandria Anderson Jeneba Tarmoh LaKeisha Lawson | 42"29 | Q                                        |
| 2    | Trinidad e Tobago Kamaria Durant Michelle-Lee Ahye Reyare Thomas Kai Selvon     | 42"59 | Q                                        |
| 3    | Germania Yasmin Kwadwo Inna Weit Tatjana Pinto Verena Sailer                    | 42"92 | q                                        |
| 4    | Svizzera Michelle Cueni Marisa Lavanchy Mujinga Kambundji Léa Sprunger          | 43"41 | Miglior prestazione personale stagionale |
| 5    | Rep. Dominicana Lavonne Idlette Fany Chalas Marleni Mejia Margarita Manzueta    | 44"30 | Miglior prestazione personale stagionale |
| 6    | Australia Margaret Gayen Ella Nelson Monica Brennan Elly Graff                  | 44"69 |                                          |

### Batteria 2
| Pos. | Nazione                                                                           | Tempo | Note                                     |
| ---- | --------------------------------------------------------------------------------- | ----- | ---------------------------------------- |
| 1    | Giamaica Carrie Russell Kerron Stewart Schillonie Calvert Samantha Henry-Robinson | 42"29 | Q                                        |
| 2    | Nigeria Gloria Asumnu Blessing Okagbare Dominique Duncan Francesca Okwara         | 42"77 | Q                                        |
| 3    | Brasile Vanusa dos Santos Franciela Krasucki Evelyn dos Santos Rosângela Santos   | 43"22 | q                                        |
| 4    | Canada Khamica Bingham Kimberly Hyacinthe Crystal Emmanuel Shai-Anne Davis        | 43"69 | Miglior prestazione personale stagionale |
| 5    | Cina Yujia Tao Lingwei Kong Huijun Lin Qiqi Yuan                                  | 44"12 | Miglior prestazione personale stagionale |
| 6    | Isole Vergini Britanniche Ashley Kelly Nelda Huggins Chantel Malone Karene King   | 44"53 | Miglior prestazione personale stagionale |
| 7    | Venezuela Wilmary Álvarez Andrea Purica Nediam Vargas Nercely Soto                | 44"64 | Miglior prestazione personale stagionale |

### Batteria 3
| Pos. | Nazione                                                                      | Tempo | Note                                     |
| ---- | ---------------------------------------------------------------------------- | ----- | ---------------------------------------- |
| 1    | Regno Unito Asha Philip Anyika Onuora Jodie Williams Desiree Henry           | 43"20 | Q                                        |
| 2    | Francia Éloyse Lesueur Céline Distel-Bonnet Émilie Gaydu Stella Akakpo       | 43"35 | Q                                        |
| 3    | Bahamas V'Alonée Robinson Sheniqua Ferguson Tayla Carter Anthonique Strachan | 43"54 | Miglior prestazione personale stagionale |
| 4    | Porto Rico Beatriz Cruz Celiangeli Morales Genoiska Cancel Carol Rodríguez   | 44"04 | Miglior prestazione personale stagionale |
| 5    | Polonia Anna Kiełbasińska Weronika Wedler Marta Jeschke Ewelina Ptak         | 44"07 | Miglior prestazione personale stagionale |
| 6    | Giappone Saori Kitakaze Anna Doi Mayumi Watanabe Kana Ichikawa               | 44"66 |                                          |

## Finale B
La finale B, per gli atleti non approdati alla finale vera e propria, si è disputata alle 20:33 di sabato 24 maggio 2014.
| Pos. | Nazione                                                                            | Tempo | Note                                     |
| ---- | ---------------------------------------------------------------------------------- | ----- | ---------------------------------------- |
| 9    | Canada Khamica Bingham Kimberly Hyacinthe Crystal Emmanuel Shai-Anne Davis         | 43"33 | Miglior prestazione personale stagionale |
| 10   | Bahamas V'Alonée Robinson Sheniqua Ferguson Caché Armbrister Anthonique Strachan   | 43"46 | Miglior prestazione personale stagionale |
| 11   | Svizzera Michelle Cueni Marisa Lavanchy Mujinga Kambundji Léa Sprunger             | 43"55 |                                          |
| 12   | Porto Rico Beatriz Cruz Celiangeli Morales Genoiska Cancel Carol Rodríguez         | 43"99 | Miglior prestazione personale stagionale |
| 13   | Cina Yujia Tao Yayun Zhu Huijun Lin Qiqi Yuan                                      | 44"09 | Miglior prestazione personale stagionale |
| 14   | Polonia Anna Kiełbasińska Weronika Wedler Marta Jeschke Angelika Stepien           | 44"59 |                                          |
| 15   | Isole Vergini Britanniche Ashley Kelly Nelda Huggins Chantel Malone Karene King    | 45"06 |                                          |
| 16   | Rep. Dominicana María Luisa Rodríguez Fany Chalas Marleni Mejia Margarita Manzueta | dq    |                                          |

## Finale
La finale si è disputata alle 20:42 di sabato 24 maggio 2014.
| Pos.    | Nazione                                                                           | Tempo | Note                                     |
| ------- | --------------------------------------------------------------------------------- | ----- | ---------------------------------------- |
| Oro     | Stati Uniti Tianna Bartoletta Alexandria Anderson Jeneba Tarmoh LaKeisha Lawson   | 41"88 | Record dei campionati                    |
| Argento | Giamaica Carrie Russell Kerron Stewart Schillonie Calvert Samantha Henry-Robinson | 42"28 | Miglior prestazione personale stagionale |
| Bronzo  | Trinidad e Tobago Kamaria Durant Michelle-Lee Ahye Reyare Thomas Kai Selvon       | 42"66 |                                          |
| 4       | Nigeria Gloria Asumnu Blessing Okagbare Dominique Duncan Francesca Okwara         | 42"67 | Miglior prestazione personale stagionale |
| 5       | Regno Unito Asha Philip Bianca Williams Jodie Williams Desiree Henry              | 42"75 | Miglior prestazione personale stagionale |
| 6       | Germania Yasmin Kwadwo Inna Weit Tatjana Pinto Verena Sailer                      | 43"38 |                                          |
| 7       | Brasile Vanusa dos Santos Franciela Krasucki Evelyn dos Santos Rosângela Santos   | 43"67 |                                          |
| 8       | Francia Éloyse Lesueur Céline Distel-Bonnet Émilie Gaydu Stella Akakpo            | 43"76 |                                          |